# Hernâni Brôco
Hernâni Manuel Conceição Brôco, conegut com a Hernâni Brôco, (Torres Vedras, 13 de juny de 1981) és un ciclista portuguès, professional des del 2004 fins al 2016.

## Palmarès
- 2001
  - Vencedor d'una etapa del Gran Premi Internacional CTT Correios de Portugal
- 2003
  -  Campió de Portugal sub-23 en contrarellotge
- 2005
  - Vencedor d'una etapa del Gran Premi do Minho
- 2007
  - Vencedor d'una etapa del Gran Premi Barbot
- 2011
  - Vencedor d'una etapa de la Volta a Portugal

### Resultats a la Volta a Espanya
- 2012. 53è de la classificació general